# Bataille de Sievierodonetsk (2022)
Pour les articles homonymes, voir Bataille de Sievierodonetsk.
Pour un article plus général, voir Offensive de l'est de l'Ukraine.
Invasion de l'Ukraine par la Russie de 2022
Guerre du Donbass
Batailles
Offensive de Kiev (Jytomyr, Kiev) : 
- 1re Hostomel
- Tchernobyl
- Ivankiv
- Kiev
- 2e Hostomel
- Vassylkiv
- Boutcha
- Irpin
  - Bombardement de réfugiés
- Jytomyr
- Mochtchoun
- Makariv
- Brovary

Offensive du Nord (Tchernihiv, Soumy) :
- Hloukhiv
- Slavoutytch
- Bombardements
- Soumy
- Trostianets
- Tchernihiv
- Okhtyrka
- Lebedyn
- Konotop
- Romny
- Desna
- Escarmouches frontalières

Russie  (Briansk, Belgorod) :
- Incursions en Russie occidentale
  - Oblast de Briansk
  - Oblasts de Belgorod et de Koursk
    - Incursions de 2024

  - Bombardement de Belgorod
- Oblast de Koursk (août 2024)

Campagne de l'Est (Donetsk, Louhansk, Kharkiv)
Kharkiv :
- 1re Kharkiv
  - Tchouhouïv
  - Bombardements : en février
  - en mars
  - en avril
  - du bâtiment administratif
- Izioum
- 2e Kharkiv
  - Balaklia
  - 1re Koupiansk
  - Chevtchenkove
- 3e Kharkiv

Nord du Donbass:
- Starobilsk
- Sloviansk
  - Dovhenke
  - 1re Lyman
  - Sviatohirsk
  - Bohorodychne et Krasnopillia
  - Bombardements : Bilohorivka
  - Kramatorsk
- Sievierodonetsk
  - Kreminna
  - Donets
  - Roubijné
  - Popasna
  - Tochkivka
  - Massacre
- Lyssytchansk
- 2e Kharkiv
  - Balaklia
  - 1re Koupiansk
  - Chevtchenkove
  - 2e Lyman
- Oblast de Louhansk
  - Ligne Svatove-Kreminna
  - Serebryansky
  - 2e Koupiansk

 Centre du Donbass:
- Horlivka
- Popasna
- Svitlodarsk
- Bakhmout
  - Soledar
- Siversk
- Tchassiv Iar
- Toretsk

Sud du Donbass :
- Volnovakha
- Marioupol
  - Bombardements : de l'hôpital
  - du théâtre
  - de l'école d'art
- Pisky
- Vouhledar
  - Pavlivka
- Marïnka
- Contre-offensive de 2023
- Avdiïvka
- Novomykhaïlivka
- Pokrovsk
  - Krasnohorivka
  - Toretsk
- Bombardements :
- Makiïvka
- Donetsk

Campagne du Sud (Mykolaïv, Kherson, Zaporijjia)
- 1re Kherson
- Odessa
- Melitopol
- Mykolaïv
  - Bombardements : à fragmentation
  - du bâtiment administratif
- 1re Berdiansk
- Zaporijjia
- Tchornobaïvka
- Enerhodar
- Voznessensk
- Houliaïpole
- Davydiv Brid
- 2e Berdiansk
- Nova Kakhovka
- 2e Kherson
  - Doudtchany
- Dniepr
- Tchoulakivka
- Contre-offensive de 2023
  - Robotyne

Frappes aériennes dans l'Ouest et le Centre de l'Ukraine
- Lviv (02/2022)
- Vinnytsia (03/2022)
- Yavoriv (03/2022)
- Deliatyne (03/2022)
- Dnipro

Guerre navale
- Île des Serpents (02/2022)
- Moskva (04/2022)

Attaques en Crimée
- Novofedorivka (08/2022)
- Djankoï (08/2022)
- Pont de Crimée (10/2022)
- Base navale de Sébastopol (10/2022)
- Pont de Crimée (07/2023)
- Base navale de Sébastopol (09/2023)

Débordement
- Aéroport de Millerovo
- Sabotages en Russie
- Attaques en Transnistrie
- Sabotage des gazoducs Nord Stream
- Terrain d'entraînement militaire de Soloti
- Explosions en Pologne
- Bases aériennes de Dyagilevo et Engels-2
- Base aérienne de Minsk-Matchoulichtchi
- Crise russo-moldave de 2023
  - Accusations de tentative de coup d'État en Moldavie
- Incident de drone de 2023 en mer Noire
- Rébellion du groupe Wagner

Massacres
- Tchernihiv
- Boutcha
- Borodianka
- Olenivka
- Izioum

La bataille de Sievierodonetsk est un engagement militaire ayant eu lieu pendant l'invasion russe de l'Ukraine en 2022, dans le cadre de l'offensive de l'Est de l'Ukraine. Sievierodonetsk était avant les hostilités de 2022 le centre administratif par intérim de l'oblast de Louhansk.
Le 28 février, les Russes percent les lignes ukrainiennes au nord de Louhansk, parviennent aux abords de Severodonetsk et commencent à bombarder la ville. Le 18 avril, la Russie renouvelle son offensive dans l'est de l'Ukraine, lançant des frappes aériennes sur Sievierodonetsk,. Le 14 juin 2022, les forces russes prennent le contrôle de la majeure partie de la ville et coupe la plupart des voies de retraite. Le 24 juin 2022, les unités ukrainiennes reçoivent l'ordre de se retirer de la ville et le lendemain, les forces russes s'emparent de Sievierodonetsk. L'avancée russe s'est déplacée vers la ville de Lysychansk voisine.
La bataille de Sievierodonetsk a été marquée par de violents combats urbains et a été décrite comme l'une des batailles les plus sanglantes de la guerre. Environ 90 % des bâtiments de la ville ont été détruits ou endommagés.

## Contexte
Le 24 février 2022, les forces armées russes attaquent l'Ukraine depuis la Crimée, le Donbass, la Russie et la Biélorussie. La 20e armée de la Garde entre en Ukraine dans les oblasts de Louhansk et de Kharkiv pendant que le 2e corps d'armée attaque depuis la République populaire de Lougansk. Les troupes ukrainiennes resistent un temps près de Starobilsk et le long de la ligne de front de 2014 puis le 28 février se retirent de Chtchastia et battent en retraite à Severodonetsk pour éviter l'encerclement. Severodonetsk et ses environs sont alors sur la ligne de front.
Le 18 avril, la Russie lance une offensive majeure dans le Donbass avec comme objectifs Sloviansk, Popasna et Severodonetsk. Au cours du mois d'avril, les Russes concentrent leurs efforts sur l'offensive de Sloviansk. Début mai, alors que la situation s'enlise dans ce secteur, les Russes percent les lignes ukrainiennes lors de la bataille de Popasna tenue par la 24e brigade mécanisée. Le front est percé le 7 mai, mais les Russes l'exploitent difficilement. L'objectif est de créer un enveloppement de la ville par le sud. Sievierodonetsk subit dès lors des assauts massifs.

## Forces en présence

### Russie
Forces armées russes :
- Forces terrestres russes
  -  2e corps d'armée de la Garde (RPL)
    -  2e brigade de fusiliers motorisés[7]
    -  4e brigade de fusiliers motorisés[8]
    -  7e brigade de fusiliers motorisés[8]
    -  6e régiment de fusiliers motorisés cosaques[8]
    - 208e régiment de fusiliers motorisés[8]

  -  5e armée combinée
    -  127e division de fusiliers motorisés
      -  114e régiment de fusiliers motorisés
      -  143e régiment de fusiliers motorisés
      -  394e régiment de fusiliers motorisés
      -  218e régiment de chars

    -  57e brigade de fusiliers motorisés de la Garde

  -  8e armée de la Garde
    -  150e division de fusiliers motorisés
      - 102e régiment de fusiliers motorisés
      - 163e régiment de chars

  -  41e armée combinée
    -  74e brigade de fusiliers motorisés de la Garde
- Forces aéroportées russes
  - 76e division d'assaut aérien de la Garde
    - 104e régiment d'assaut aérien de la Garde
    -  234e régiment d'assaut aérien de la Garde

  -  106e division aéroportée de la Garde
    -  137e régiment aéroporté de la Garde

  -  31e brigade d'assaut aérien de la Garde
- Marine russe
  -  Infanterie navale russe
    -  336e brigade d'infanterie de marine de la Garde
    -  40e brigade d'infanterie de marine de la Garde

 Garde nationale
- 46e brigade opérationnelle
  -  249e bataillon motorisé spécial "sud"

 Groupe Wagner

### Ukraine
Forces armées ukrainiennes :
- Armée de terre ukrainienne
  -  17e brigade de chars (une partie)
  -  57e brigade motorisée
  -  24e brigade mécanisée
  -  115e brigade mécanisée[9]
  -  128e brigade d'assaut de montagne
    -  15e bataillon d'assaut de montagne
- Forces d'assaut aérien ukrainiennes
  -  79e brigade d'assaut aérien
  -  80e brigade d'assaut aérien
  -  81e brigade aéromobile
    -  122e bataillon aéromobile
- Force de défense territoriale
  -  111e brigade de défense territoriale
  -  112e brigade de défense territoriale
  -  118e brigade de défense territoriale
  -  241e brigade de défense territoriale
    -  205e bataillon de défense territorial

  -  Légion internationale
    -  1er bataillon de la légion internationale
    -  Régiment Kastous-Kalinowski
    -  Légion géorgienne
- Forces d'opérations spéciales
  -  3e régiment des forces spéciales
  -  8e régiment des forces spéciales[10]

 Ministère de l'Intérieur :
- Garde nationale de l'Ukraine
  -  2e bataillon spécial Donbass
  -  4e brigade de réaction rapide
  -  15e régiment de la Garde Nationale
  -  27e brigade Petchersk

## Déroulement de la bataille

### Invasion du nord de l'oblast de Louhansk (février 2022)
Le 28 février,  les troupes ukrainiennes positionnées autour de Chtchastia battent en retraite et se replient vers Severodonetsk tandis que les russes poursuivent leur avancée vers le nord. Vers 15 heures, les troupes russes commencent à bombarder Severodonetsk. Selon Serhiy Gaidai, chef de l'OVA de Louhansk, une personne est tuée et plusieurs blessées. Les gazoducs sont endommagés lors des bombardements.
Après la retraite ukrainienne, le nord de l'oblast de Louhansk tombe rapidement au cours des jours suivants, les Russes prennent Starobilsk le 2 mars, Svatove le lendemain et atteignent Izioum. Les principales villes que sont Severodonetsk, Lyssytchansk, Kreminna, Roubijné, Kramatorsk et Sloviansk sont alors menacées d'encerclement par le nord. Le 2 mars,  des combats ont lieu dans presque tous les villages proches de Severodonetsk. Le nord de l'oblast de Louhansk tombe rapidement. Les troupes russes continuent de bombarder la ville, y compris le gymnase de l'école, qui servait d'abri anti-bombes. À 15h20 ce jour-là, les responsables ukrainiens déclarent que les troupes russes avaient tenté d'entrer dans la ville mais avaient été repoussées. Début mars, les forces du 2e corps d'armée commencent à attaquer Roubijné en périphérie nord-ouest de la ville.

### Bataille en périphérie de la ville (mars - avril 2022)
Le 9 mars, la 57e brigade d'infanterie motorisée repousse un assaut près de Metolkine, dans la banlieue est de la ville détruisant plusieurs véhicules BMP-1. À partir du 13 mars, les forces russes attaquent massivement la ligne de défense ukrainienne Kreminna-Roubijné-Severodonetsk-Novotoshkivkse-Popasna. Le 16 mars, les Russes pénètrent dans Roubijné. Entre le 19 et le 20 mars, les forces russes et de la RPL s'emparent du village de Varvarivka, au nord de Roubijné.
Dans l'après-midi du 6 avril,  l'armée russe lance une attaque d'artillerie sur les vieux quartiers de Severodonetsk. Les flammes ravagent 10 immeubles de grande hauteur. Le 9 avril, les Russes bombardent à nouveau la ville et un immeuble résidentiel de plusieurs étages prend feu. Le 10 avril, ils continuent à bombarder la ville, deux immeubles d'habitation et une clinique privée sont gravement détruits. L'infrastructure sociale et critique de Severodonetsk est déjà presque complètement détruite,.
Le 17 avril, les troupes russes avancent au sud de Borova et atteingnent la périphérie de Lozove. Les forces ukrainiennes réussissent à repousser l’attaque du village, mais de violents combats font rage dans les environs. Le 18 avril, le chef de l'oblast de Louhansk déclare que les troupes ukrainiennes avaient effectué un retrait tactique de Kreminna et que la ville avait été conquise par l'avancée des forces russes, au nord de Sievierodonetsk où les combats se poursuivent. L'évacuation de la ville de Kreminna n'est plus possible mais des habitants sont évacués de Severodonetsk, Lysychansk, Popasna, Girsky et Roubijné.
Fin avril, les troupes russes continuent de maintenir une forte pression sur Popasna où la 24e brigade mécanisée subit des assauts de plus en plus nombreux. La ville est alors considérée comme le point le plus chaud du front. Le 25 avril, les Russes conquièrent Novotoshkivske ; les éléments de la 17e brigade de chars se replient alors à Orikhove. À Roubijné, les troupes russes continuent de grignoter du terrain. Au nord, le 27 avril, la 15e brigade de fusiliers motorisés prend Zaritchne (raïon de Kramatorsk) (uk) à l'est de Lyman et commence à attaquer Yampil. À partir du 2 mai, la 79e brigade d'assaut aérien et le 15e bataillon d'assaut de montagne sont forcés de se replier sur la rive sud du Siversky Donets abandonnant le sud de Kreminna et Yampil.

### Tentative d'encerclement de la ville (mai 2022)

#### Tentative d'encerclement par le nord: bataille du Donets
À partir du 5 mai, les troupes russes tentent d'encercler la zone urbaine de Roubijné - Severodonetsk - Lyssytchansk, notamment par le nord en coupant l'autoroute T1302, principale voie de ravitaillement. Ces forces tentent de traverser le Donets une première fois à Dronivka mais sont mises en échec. Le 6 mai, les forces russes et de la RPL progressent dans la périphérie de Sievierodonetsk, attaquant le village de Voïevodivka juste au nord de la ville, tout en s'emparant également du village de Voronove au sud-est. D'autres villages ont également été attaqués pour encercler la ville. Par la suite, le maire de la ville, Alexandre Striouk, rapporte que Sievierodonetsk est « virtuellement encerclée ».
Le 8 mai, Popasna est conquise par le groupe Wagner ce qui déstabilise la défense ukrainienne et menace Sievierdonetsk au sud. Le 9 mai, les troupes de la RPL prennent  le contrôle de Nyzhnie et commencent à attaquer Toshkivka, deux communes au sud-est de Sievierodonetsk. De violents combats se poursuivent à Roubijné et Voevodivka où la 31e brigade d'assaut aéroporté russe est arrivée en renfort, alors que les forces russes tentent d'encercler davantage Sievierodonetsk depuis l'axe ouest. Les Ukrainiens déploient également la 27e brigade Petchersk dans le secteur. Le lendemain, la 74e brigade de fusiliers motorisés tente une nouvelle fois de traverser la rivière Donets à l'aide d'un pont flottant à proximité de Bilohorivka et Serebryanka. La manœuvre est détectée par les Ukrainiens qui détruisent le pont et infligent de lourdes pertes à la brigade, détruisant un bataillon russe dans le processus. Selon le chef de la police régionale ukrainienne Oleh Hryhorov, Sievierodonetsk et son voisin direct, Lysychansk, sont devenus tactiquement encerclés, car l'artillerie russe peut librement frapper les routes ouvertes restantes dans la ville. Les approvisionnements en électricité et en eau sont interrompus dans les villes, laissant des dizaines de milliers de civils sans produits de première nécessité. Sur le flanc sud, les Russes s'emparent de Nyzhnje (oblast de Louhansk) (uk).
Le 11 mai 2022, il est annoncé que les villages périphériques de Ioujny, Voïevodivka, Fakel, Radouga-2, Zaria, Zaria-1, avec l'usine Zaria, Mitchourinets et Elektromontajnik sont aux mains des forces de la république populaire de Lougansk aidées des militaires russes. La Légion géorgienne et les troupes ukrainiennes se sont en effet retirées de Roubijné et Voïevodivka pour se replier à Sievierodontesk, derrière la rivière Borova faisant sauter le pont derrière eux.

#### Tentative d'encerclement par le sud: percée de Popasna
Le 13 mai, les troupes russes dans le secteur de Popasna renforcées par l'arrivée de troupes d'élite des 76e division d'assaut aéroporté, 106e division aéroportée et 336e brigade d'infanterie de marine lance une offensive en direction de Oleksandropillya (vers le nord) et Pylypchatyne (vers Soledar). Après plusieurs jours d'affrontements violents, ils perçent le front le 18 mai et s'emparent de Druzhba. Désorganisés et attaquant en de multiples points, les Russes ne parviennent pas à exploiter cette percée suffisamment rapidement pour provoquer un effondrement du front ukrainien. Le 21 mai, les ukrainiens dépêchent la 118e brigade de défense territoriale à Vrubivka pour contenir la percée. Le 23 mai, les Russes réalisent des gains tactiquement importants à l'ouest de Popasna. Le 24, ils progressent ils atteignent Komyshuvakha, au nord de la ville, avancent au sud-ouest en direction de Bakhmout et capturent Bilohorivka (Oblast de Donetsk) (uk), coupant la route T1302 et rendant l'encerclement des défenseurs ukrainiens imminent. Des éléments de la 80e brigade d'assaut aérien sont alors envoyés en renfort pour reprendre le village qui passe à nouveau du côté ukrainien le 25 mai après de violents combats.
Le 27 mai il est rapporté que les forces russes ont capturé le complexe hôtelier Myr au nord de Severodonetsk. Ce bâtiment servira de point d'entrée pour l'attaque des forces russes sur la ville. Les Ukrainiens lancent plusieurs attaques pour reprendre cet hôtel mais sans véritable succès,. Au 1er juin, la percée russe à Popasna a été stabilisé.
Par la suite, la Russie cesse pour l’essentiel ses attaques terrestres dans les environs de Sievierodonetsk et Lysychansk et se limite aux bombardements d’artillerie. Les forces prorusses se concentrent plutôt sur l’achèvement de l’encerclement des deux villes. À cette fin, ils attaquent sur la ligne de front nord autour d'Izioum et au sud vers Bakhmout. Les attaques au nord n'ont fait que peu ou pas de progrès, mais dans le sud, la Russie a réalisé des avancées au cours de plusieurs jours de combats acharnés. Les combats se sont principalement concentrés sur un certain nombre de villages, dont Toshkiva, Pylpchatyne, Hirske et Zolote,.

### Attaque de la ville (27 mai - 15 juin 2022)
Le 27 mai, la Russie lance son assaut terrestre direct contre Sievierodonetsk, bien qu'elle n'ait pas encore complètement encerclé la ville. Les Kadyrovites tchétchènes capturent l'hôtel Mir dans la partie nord de la ville. Pendant ce temps, d'autres forces russes et séparatistes poursuivent leurs tentatives de former une poche dans les zones urbaines, attaquant depuis le nord près de Rubizhne et le sud-ouest à Oustynivka et Borisvske. Plus à l'ouest, la Russie continue d'avancer lentement dans un certain nombre de régions telles que Lyman et Siversk pour perturber les lignes d'approvisionnement ukrainiennes vers Sievierodonetsk-Lysychansk. Le lendemain, le 28 mai, la Russie réalise des gains limités à Sievierodonetsk. L’ Institut pour l'étude de la guerre (ISW), un groupe de réflexion et d'observateur de guerre basé aux États-Unis, fait valoir que la bataille s’avérait déjà très coûteuse pour les forces russes à ce stade et qu’elle pourrait potentiellement épuiser leurs capacités offensives. L'ISW a observé que la Russie et l'Ukraine subissent de lourdes pertes, mais que le personnel des contingents russes était plus difficile à remplacer.
Au matin du 31 mai, les forces russes contrôlent entre un tiers et la moitié de la ville, poussant et divisant la ville en deux moitiés. Plus tard dans la journée, l'Ukraine confirme qu'entre 70 et 80 pour cent de Sievierodonetsk était sous contrôle russe, ainsi que la plupart des villages environnants.  Le gouverneur de Louhansk, Serhiy Haidaï, rend compte des combats urbains et déclare que « certaines troupes ukrainiennes se sont retirées vers des positions plus avantageuses et préparées à l'avance ». À cette époque, environ les deux tiers des bâtiments de la ville auraient été détruits. Le 1er juin, selon l'Ukraine, l'usine chimique Azot est touchée par un bombardement russe et un réservoir d'acide nitrique a explosé, obligeant les gens à rester chez eux.  Le lendemain, les ukrainiens déclarent qu'environ 800 civils se cachaient dans des abris anti-bombes sous l'usine Azot, qui était également devenue un bastion défensif pour certaines troupes ukrainiennes.
Le 3 juin les Russes repoussent les Ukrainiens du centre-ville et les acculent dans l'usine chimique d'Azot. À partir du 4 juin les Ukrainiens annoncent une contre-attaque de leur part, la légion internationale ukrainienne participe au combat pour servir de troupes de choc. Cette contre-attaque rencontre un léger succès, les Ukrainiens sont capables de récupérer une petite partie de la ville,. Le 6 juin il est rapporté la mort du lieutenant colonel Maksym Grebennyk commandant de bataillon la 24° brigade des Forces armées Ukrainiennes.
La situation change à partir du 7 juin les Russes relancent leur offensive à grande échelle et reprennent du terrain. Les officiels Ukrainiens commencent sérieusement à parler d’abandonner la ville dans les médias. Le gouverneur Haidai déclare que le général russe Alexandre Dvornikov avait « reçu la tâche, le 10 juin, soit de conquérir complètement Sievierodonetsk, soit de couper complètement l'autoroute Lysychansk-Bakhmut et d'en prendre le contrôle ».  Le ministère britannique de la Défense compare les tactiques militaires russes à celles utilisées en Syrie ; c'est-à-dire l'utilisation des forces auxiliaires à ses propres soldats afin de réduire les pertes russes, y compris des soldats de la République populaire de Louhansk (LPR). Ces soldats n’étant pas aussi bien entraînés ni équipés que les soldats russes réguliers.
Le 6 juin, Haidai décrit la situation : « Nos défenseurs ont réussi à contre-attaquer pendant un certain temps – ils ont libéré près de la moitié de la ville. Cependant, la situation s'est encore aggravée pour nous. » Concernant la route Lyssytchansk-Sievierodonetsk, il déclare que les Russes "ne contrôlent pas cette route, mais l'ensemble de la route est bombardée. Les Russes ont accumulé d'énormes réserves. Le temps nous dira s'ils auront assez de force pour emprunter cette route". Il a décrit les forces russes comme étant « tout simplement incroyables » en termes de nombre et d'équipement. Les forces russes, a-t-il rapporté, appliquaient « la tactique standard de la terre brûlée ».  Le général de division Kyrylo Boudanov , chef des renseignements militaires ukrainiens, déclare que les forces ukrainiennes avançaient lentement malgré « un avantage décuplé de l'ennemi en artillerie ».  Le président ukrainien Volodymyr Zelensky se rend à Lyssytchansk et déclare « nous tenons le coup » et « ils sont plus nombreux et ils sont plus forts », jurant que l'armée ukrainienne n'abandonnerait pas ses positions dans la ville malgré l'apparente supériorité tactique russe sur le front.
Le commandant du bataillon Svoboda de la Garde nationale ukrainienne, Petro Kuzyk, a qualifié les combats urbains de féroces et d'"horribles". "Il y a eu des tentatives de contre-attaque, certaines réussies, d'autres non. Il y a une pression constante de leur côté. Certaines divisions ont dû reculer d'un bloc, tandis que d'autres divisions, dont la nôtre, ont pu maintenir leurs positions. Mais tout cela se passe dans des conditions extrêmement difficiles", a déclaré Kuzyk, ajoutant qu'ils se battaient "littéralement pour chaque maison, chaque rue. Un jour, nous pourrions avancer d'un pâté de maisons, un autre jour, ils nous repousseraient d'un pâté de maisons... nous ne pouvons pas compter uniquement sur l'endurance de l'infanterie, nous avons également besoin de suffisamment de troupes et de ressources telles que des chars et de l'artillerie. » 
Le 8 juin, l'état-major ukrainien déclare qu'il « retenait » les attaques russes.  Cependant, l'analyse militaire indique « qu'il est difficile de savoir quelle armée contrôle quel territoire ». Haidai souligne que « personne n'abandonnera la ville, même si nos militaires devront se replier sur des positions plus fortifiées, car la ville est constamment bombardée. Cela ne signifie pas pour autant que la ville est abandonnée ».  Entre-temps, la Russie affirme que « le groupe ukrainien dans le Donbass subit des pertes importantes en termes de main-d'œuvre, d'armes et d'équipement militaire ». Le ministère britannique de la Défense a observé qu'« il est peu probable que l'une ou l'autre des parties ait gagné du terrain de manière significative au cours des dernières 24 heures ».  Plus tard dans la journée, Haidai admet que l'armée ukrainienne avait été repoussée à la périphérie de la ville  en raison d'intenses bombardements russes. Un avocat représentant l'oligarque ukrainien Dmytro Firtash, propriétaire de l'usine chimique Azot, affirme qu'il restait 800 civils dans l'usine, dont 200 employés. Haidai a déclaré que les forces ukrainiennes ne pouvaient pas secourir les citoyens restés dans la ville,.
Le 9 juin, Haidai déclare que plus de 90 % de la ville est sous contrôle russe. Selon le commandant du Bataillon Svoboda, Petro Kuzyk, les Ukrainiens entraînent délibérément l'infanterie russe dans des conditions de guerre urbaine comme tactique pour annuler les tirs d'artillerie. Il a ajouté : "Hier, nous avons eu des succès : nous avons lancé une contre-attaque et, dans certaines zones, nous avons réussi à les repousser d'un ou deux pâtés de maisons. Dans d'autres, ils nous ont repoussé, mais seulement d'un bâtiment ou deux. Hier, les occupants ont subi de graves souffrances. pertes - si chaque jour était comme hier, tout cela serait bientôt terminé. » Kuzyk s'est de nouveau plaint du manque d'artillerie et de fournitures médicales, affirmant "qu'il y a un ordre pour maintenir nos positions et nous les tenons. C'est incroyable ce que les chirurgiens font sans l'équipement approprié pour sauver la vie des soldats". Le même jour, les Russes s'emparent de Komyshuvakha, encerclant pratiquement Zolote. Le 10 juin, le ministère britannique de la Défense déclare : « les forces russes autour de Sievierodonetsk n'ont pas progressé dans le sud de la ville. D'intenses combats de rue à rue se poursuivent et les deux camps subissent probablement un grand nombre de victimes."
Le 12 juin, le président Volodymyr Zelenskyy déclare que les deux camps se battaient « littéralement pour chaque mètre ». Valeri Zaloujny, commandant en chef ukrainien, affirme que l'artillerie donnait aux Russes un « avantage décuplé ». Selon Leonid Passetchnik, chef de la LPR, ce sont les forces ukrainiennes qui ont bombardé Sievierodonetsk depuis l'usine d'Azot. Haidai déclare que la situation des défenseurs "reste difficile [...] Les combats continuent, mais malheureusement, la majeure partie de la ville est sous contrôle russe. Certaines batailles de position ont lieu dans les rues." 
Le 14 juin les Russes détruisent le dernier pont reliant Sievierodonetsk à la rive ouest du Donets. Pour se retirer de la ville les Ukrainiens doivent donc construire des pontons ou bien abandonner le matériel lourd non amphibie.

### Rejet de l'ultimatum et chute de la ville (15 - 25 juin 2022)
Le 15 juin, une grande partie de Sievierodonetsk est « en grande partie en ruine » et la Russie  exhorte les défenseurs ukrainiens à mettre fin à « la résistance insensée et à déposer les armes ». Les autorités russes déclarent avoir ouvert un couloir humanitaire depuis l'usine d'Azot vers le territoire russe tout en accusant l'Ukraine de perturber les efforts d'évacuation. Selon le maire Oleksandr Stryuk, les forces russes prennent d'assaut la ville dans plusieurs directions, mais il insiste sur le fait que les forces ukrainiennes ne sont pas complètement isolées et que des voies d'évacuation existent toujours. Le 15 juin, l'ultimatum russe lancé à l'Ukraine pour que la ville capitule est ignoré et les affrontements se poursuivent.
Le 18 juin, le gouverneur Serhiy Haidai écrit sur Telegram : « Désormais, les combats les plus féroces se déroulent près de Sievierodonetsk. Ils [la Russie] ne contrôlent pas entièrement la ville. Nos défenseurs combattent les Russes dans toutes les directions. »  L'Ukraine affirme avoir déployé une pièce AHS Krab pour fournir un soutien d'artillerie à ses forces dans la ville.  Les Ukrainiens  affirment également avoir infligé de lourdes pertes au 11e régiment de fusiliers motorisés, le forçant à se retirer « de la zone des opérations de combat pour restaurer sa capacité de combat ». L'état-major ukrainien déclare que « suite aux tirs d'artillerie et à un assaut », les forces russes ont obtenu un succès partiel dans le village de Metiolkine et « essayaient de prendre pied ». Haidai évoque des « batailles difficiles » dans le village, situé au sud-est de la ville. TASS affirme que « de nombreux » soldats ukrainiens s'étaient rendus.
Le 19 juin, de nouveaux assauts russes obligent l'Ukraine à engager des renforts pour la défense de Toshkivka , située au sud-est de la ville. Des chars et des lanceurs Grad ont été vus déployés pour renforcer la zone. Un membre d'équipage d'un char aurait confirmé leur destination lors d'un entretien avec les médias. On craignait qu'une manœuvre russe en tenaille ne soit utilisée pour piéger les forces ukrainiennes dans la poche de Sievierodonetsk, car la poche était fermée à environ 75 % par les forces russes. La décision de conserver Sievierodonetsk et de continuer à se battre pour la ville a été reconnue par les commandants ukrainiens comme étant risquée, en raison du risque d'encerclement russe. L'ancien ministre ukrainien de la Défense Andriy Zagorodnyuk a déclaré : « À l'heure actuelle, l'objectif principal est d'utiliser la fenêtre d'opportunité dont nous disposons pour épuiser complètement les Russes dans le Donbass. Si nous bougeons, ils bougeront. Nous devrons les rencontrer quelque part. " Ce n'est pas comme si Poutine voulait seulement Sievierodonetsk. Ils continueront jusqu'à ce qu'ils soient arrêtés. " 
Le maire Oleksandr Stryuk a déclaré le 20 juin que l'Ukraine contrôlait toujours « plus d'un tiers » de la ville. Le même jour, le gouverneur Haidai a confirmé que l'Ukraine avait perdu le contrôle de Metyolkine au profit des forces russes  et que « la majeure partie » de Sievierodonetsk était sous le contrôle de l'armée russe, tandis que l'armée ukrainienne ne contrôlait que la zone industrielle et le territoire de l'usine d'Azot. Il a également déclaré que la route Lyssytchansk- Bakhmut « avait été bombardée presque toute la journée » alors qu'elle était sous le contrôle strict des tirs russes. Au sud, les Russes s'emparent de Toshkivka le 20 puis de Pidislne et Myrna Dolyna. Les éléments de la 24e brigade mécanisée doit alors battre en retraite et quitter Zolote le lendemain pour éviter l'encerclement. Le 21 juin, Haidai a souligné l'adaptabilité des unités russes, affirmant qu'elles « surveillent le ciel jour et nuit avec des drones, ajustent la puissance de feu et s'adaptent rapidement à nos changements dans les zones défensives ». Dans la nuit du 23 au 24 juin 2022, l'armée ukrainienne donne l'ordre à ses troupes dans Sievierodonetsk de se replier afin d'éviter d'être totalement capturées, la 112e brigade de défense territoriale couvrant leur retraite. Ainsi, la Russie contrôle l'entièreté de la ville et de son agglomération le 25 juin 2022 selon le maire de la ville,,, et mène maintenant des combats urbains dans la bataille pour la prise de la ville de Lyssytchansk où les troupes ukrainiennes se sont repliées.

## Conséquences
La prise de Sievierodonetsk par la Russie conduit directement à la chute de Lyssytchansk, menacée d'encerclement. Les troupes ukrainiennes n'ayant pas eu le temps de préparer de ligne défensive, elles sont forcées de battre en retraite devant Siversk. C'est une étape importante pour la Russie dans sa conquête du Donbass. Les Russes vont pouvoir dès à présent se concentrer sur les villes de Bakhmout et Sloviansk. La zone urbaine de Kreminna, Roubijné, Sievierodonetsk et Lyssytchansk a été largement détruite. Le 22 février 2023, Kyrylo Budanov a décrit la bataille de Sievierodonetsk comme l'une des trois défaites majeures de l'Ukraine.

### Attaques contre des civils
De nombreuses attaques contre des installations civiles ont eu lieu à Sievierodonetsk. Le 17 mars 2022, le gouverneur de l'oblast de Louhansk Serhiy Haidaï a signalé que les forces russes avaient frappé un abri destiné aux femmes et aux enfants et a déclaré qu'« il n'y a plus d'endroits sûrs dans la région de Louhansk ». Il a de nouveau été rapporté le 22 mars 2022, par Haidaï, que les Russes avaient bombardé un hôpital pour enfants dont le toit a pris feu, bien que personne n'ait été blessée. Des dommages aux églises locales ont été signalés. Le 7 avril 2022, les forces russes auraient frappé un centre d'aide humanitaire et incendié 10 immeubles de grande hauteur dans la ville.
Frédéric Leclerc-Imhoff, un journaliste reporter d'images français travaillant pour la chaîne BFM TV, est tué par une frappe russe alors que, dans le cadre de son travail, il accompagne un convoi humanitaire en direction de Lyssytchansk ,.